# Sauber C13
Chronologie des modèles (1994)
Sauber C12 Sauber C14
La Sauber C13 est une monoplace de Formule 1 engagée par l'écurie Sauber pour la saison 1994 de Formule 1. Elle est pilotée par l'Autrichien Karl Wendlinger, remplacé successivement par l'Italien Andrea De Cesaris et le Finlandais Jyrki Järvilehto, et par le débutant allemand Heinz-Harald Frentzen, qui effectue l'intégralité de la saison pour l'écurie suisse. La C13 est équipée d'un moteur V10 Mercedes de 3.5 litres, toujours développé par Ilmor dont Mercedes a racheté 10 % des parts.

## Historique

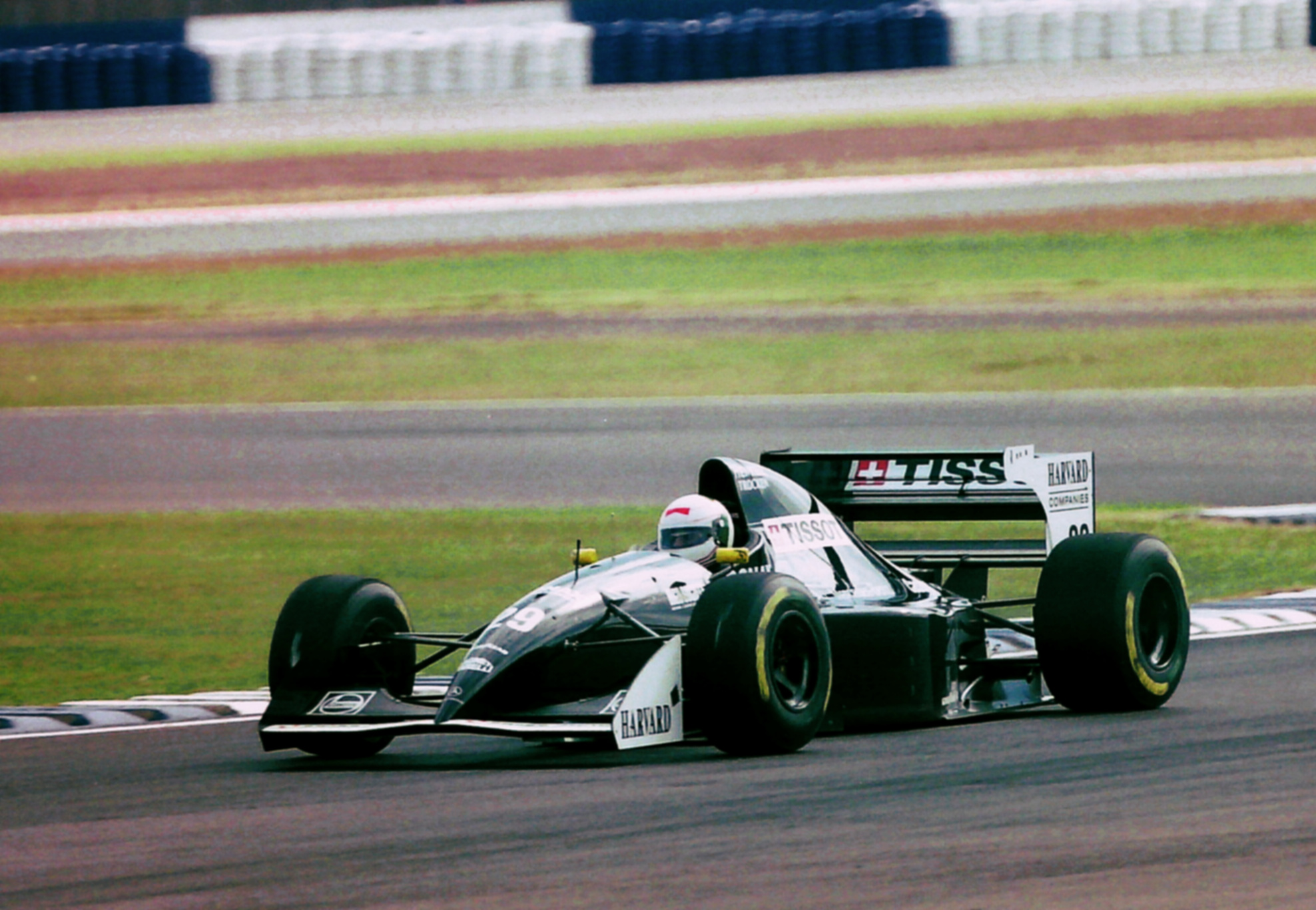
La Sauber C13 d'Andrea De Cesaris au Grand Prix de Grande-Bretagne 1994.

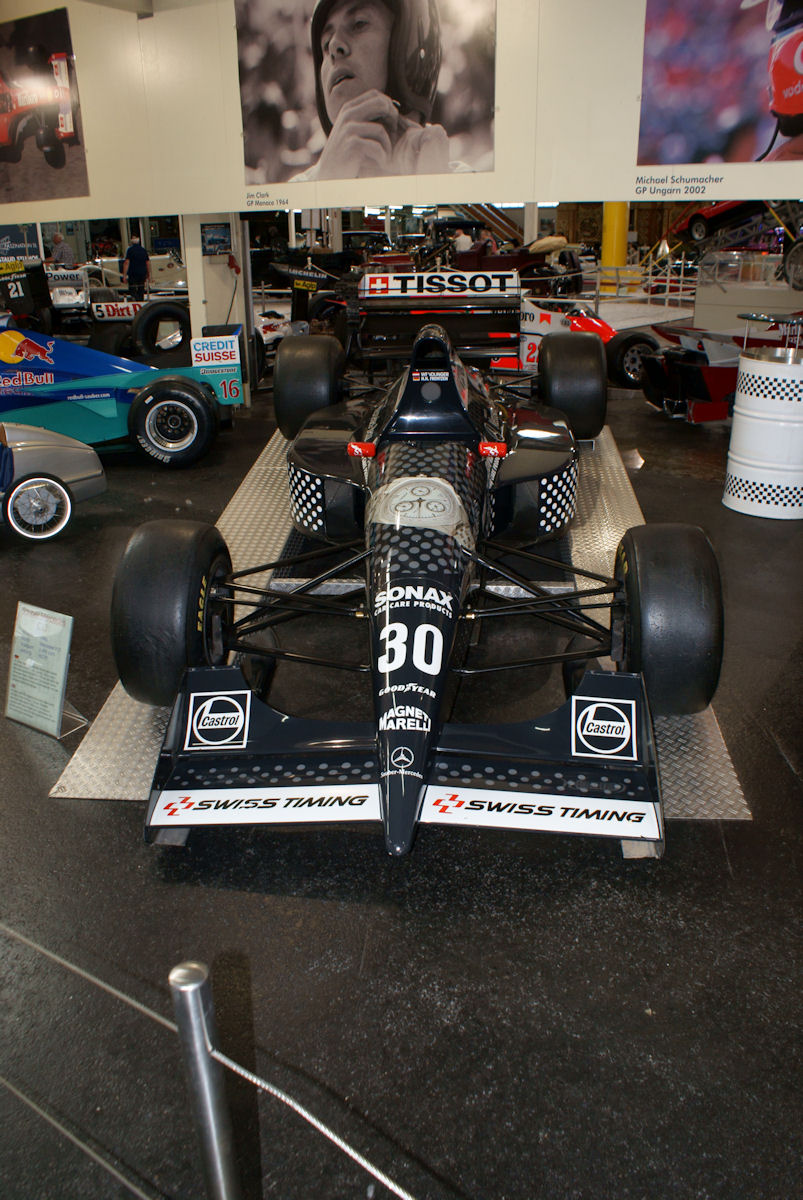
La Sauber C13 de Heinz-Harald Frentzen exposée à lAuto und Technik Museum de Sinsheim.

La saison commence au Brésil par une sixième place de Karl Wendlinger, élancé depuis la septième place tandis que Heinz-Harald Frentzen, parti cinquième abandonne au quinzième tour à la suite d'un tête-à-queue,. Lors de la manche suivante, sur le circuit de Ti Aida, Frentzen marque les points de la cinquième place alors qu'au soixante-neuvième tour, Wendlinger, alors septième, s'accroche avec la Minardi M193B de Michele Alboreto, entraînant l'abandon des deux pilotes. À Saint-Marin, l'Autrichien, élancé de la dixième place sur la grille, termine quatrième alors que Frentzen franchit la ligne d'arrivée en septième position,.
Lors des essais libres du Grand Prix suivant, à Monaco, Wendlinger encastre sa C13 lancée à plus de 270 km/h dans le mur de la chicane à la sortie du tunnel. Son état étant très critique, l'Autrichien est mis sous perfusion au bord de la piste puis est évacué à l’hôpital de Monaco où il est plongé dans le coma durant trois semaines. Par mesure de sécurité, Frentzen déclare forfait pour ce Grand Prix, ne participant ni aux qualifications, ni à la course.
À partir du Grand Prix automobile d'Espagne 1994, les côtés du cockpit de la C13 ont été relevés afin de renforcer la sécurité des pilotes. Ce dispositif est rendu obligatoire à partir de la saison 1996 et est toujours en place de nos jours. Lors de la manche espagnole, Frentzen, seul pilote Sauber en piste, abandonne sur problème de boîte de vitesses au vingt-et-unième tour.
Lors du Grand Prix suivant, au Canada, Sauber fait appel à Andrea De Cesaris pour remplacer Wendlinger, forfait pour le reste de la saison. En course, les deux pilotes abandonnent, à la suite d'un accident de Frentzen au cinquième tour et une fuite d'huile survenue au dix-neuf boucles plus tard pour De Cesaris. En France, les deux pilotes finissent dans les points, puis en Grande-Bretagne, Frentzen termine septième,. C'est à partir de cette manche que Sauber connaît une difficile deuxième moitié de saison, aucun pilote ne franchissant la ligne d'arrivée jusqu'au Grand Prix d'Europe, où Frentzen marque le point de la sixième place.
Au Japon, avant-dernière manche du championnat du monde, Andrea De Cesaris est remplacé par JJ Lehto, qui abandonne dès le début de la course à la suite d'une panne de moteur, alors qu'il s'est élancé de la quinzième place sur la grille de départ. Frentzen, auteur du troisième temps des qualifications, ne convertit pas sa bonne performance en podium mais termine sixième,. Enfin, en Australie, Lehto et Frentzen terminent respectivement dixième et septième.
À la fin de la saison, Sauber occupe la huitième place du championnat des constructeurs avec douze points. Heinz-Harald Frentzen prend la treizième place du championnat des pilotes avec sept points tandis que Karl Wendlinger est dix-neuvième avec quatre points. Andrea De Cesaris, engagé également avec Jordan Grand Prix, est vingtième avec quatre points alors que JJ Lehto, engagé aussi avec Benetton Formula, prend la vingt-quatrième place avec un point.

## Résultats en championnat du monde de Formule 1
| Saison | Écurie                 | Moteur                  | Pneus    | Pilotes               | Courses | Courses | Courses | Courses | Courses | Courses | Courses | Courses | Courses | Courses | Courses | Courses | Courses | Courses | Courses | Courses | Points inscrits | Classement |
| Saison | Écurie                 | Moteur                  | Pneus    | Pilotes               | 1       | 2       | 3       | 4       | 5       | 6       | 7       | 8       | 9       | 10      | 11      | 12      | 13      | 14      | 15      | 16      | Points inscrits | Classement |
| ------ | ---------------------- | ----------------------- | -------- | --------------------- | ------- | ------- | ------- | ------- | ------- | ------- | ------- | ------- | ------- | ------- | ------- | ------- | ------- | ------- | ------- | ------- | --------------- | ---------- |
| 1994   | Broker Sauber Mercedes | Mercedes-Benz 2175B V10 | Goodyear |                       | BRÉ     | PAC     | SMR     | MON     | ESP     | CAN     | FRA     | GBR     | ALL     | HON     | BEL     | ITA     | POR     | EUR     | JAP     | AUS     | 12              | 8e         |
| 1994   | Broker Sauber Mercedes | Mercedes-Benz 2175B V10 | Goodyear | Karl Wendlinger       | 6e      | Abd     | 4e      | Np      |         |         |         |         |         |         |         |         |         |         |         |         | 12              | 8e         |
| 1994   | Broker Sauber Mercedes | Mercedes-Benz 2175B V10 | Goodyear | Andrea De Cesaris     |         |         |         |         |         | Abd     | 6e      | Abd     | Abd     | Abd     | Abd     | Abd     | Abd     | Abd     |         |         | 12              | 8e         |
| 1994   | Broker Sauber Mercedes | Mercedes-Benz 2175B V10 | Goodyear | Jyrki Järvilehto      |         |         |         |         |         |         |         |         |         |         |         |         |         |         | Abd     | 10e     | 12              | 8e         |
| 1994   | Broker Sauber Mercedes | Mercedes-Benz 2175B V10 | Goodyear | Heinz-Harald Frentzen | Abd     | 5e      | 7e      | Np      | Abd     | Abd     | 4e      | 7e      | Abd     | Abd     | Abd     | Abd     | Abd     | 6e      | 6e      | 7e      | 12              | 8e         |

Légende : ici 